# Summer 1967 The Complete U.S. Concert Recordings
Summer 1967 The Complete U.S. Concert Recordings är ett 4-cd-livebox med The Monkees utgivet på skivbolaget Rhino Handmade 2001 i en begränsad upplaga på 3 500 exemplar som bara såldes via internet. Boxen är dock inspelad under gruppens första turné i augusti 1967.
Gruppmedlemmarna spelar sina egna instrument. På spår 11-14 på respektive cd har de dock hjälp från fler musiker. Delar av materialet har varit utgivet tidigare på albumet Live 1967, nämligen spår 17 på cd 2, spår 2-6 och 15-16 på cd 3 och spår 7-14 på cd 4.
CD 1 är inspelad i mono, övriga i stereo. Detta är allt material som finns inspelat från turnén.

## Låtlista

### CD 1
Inspelad 12 augusti i Municipal Auditorium, Mobile, Alabama 
1. Introduction
2. Last Train To Clarksville (Tommy Boyce/Bobby Hart)
3. You Just May Be The One (Michael Nesmith)
4. The Girl I Knew Somewhere (Michael Nesmith)
5. I Wanna Be Free (Tommy Boyce/Bobby Hart)
6. Sunny Girlfriend (Michael Nesmith)
7. Your Auntie Grizelda (Diane Hildebrand/Jack Keller)
8. Forget That Girl (Douglas Farthing-Hatlelid)
9. Sweet Young Thing (Michael Nesmith/Gerry Goffin/Carole King)
10. Mary, Mary (Michael Nesmith)
11. Cripple Creek (traditional)
12. You Can't Judge A Book By The Cover (Willie Dixon)
13. Gonna Build A Mountain (Leslie Bricusse/Anthony Newley)
14. I Got A Woman (Ray Charles)
15. I'm A Believer (Neil Diamond)
16. Randy Scouse Git (Micky Dolenz)
17. (I'm Not Your) Steppin' Stone (Tommy Boyce/Bobby Hart)

### CD 2
Inspelad 25 augusti i Seattle Center Coliseum i Seattle, Washington 
1. Introduction
2. Last Train To Clarksville (Tommy Boyce/Bobby Hart)
3. You Just May Be The One (Michael Nesmith)
4. The Girl I Knew Somewhere (Michael Nesmith)
5. I Wanna Be Free (Tommy Boyce/Bobby Hart)
6. Sunny Girlfriend (Michael Nesmith)
7. Your Auntie Grizelda (Diane Hildebrand/Jack Keller)
8. Forget That Girl (Douglas Farthing-Hatlelid)
9. Sweet Young Thing (Michael Nesmith/Gerry Goffin/Carole King)
10. Mary, Mary (Michael Nesmith)
11. Cripple Creek (traditional)
12. You Can't Judge A Book By The Cover (Willie Dixon)
13. Gonna Build A Mountain (Leslie Bricusse/Anthony Newley)
14. I Got A Woman (Ray Charles)
15. I'm A Believer (Neil Diamond)
16. Randy Scouse Git (Micky Dolenz)
17. (I'm Not Your) Steppin' Stone (Tommy Boyce/Bobby Hart)

### CD 3
Inspelad 26 augusti i Memorial Coliseum i Portland, Oregon 
1. Introduction
2. Last Train To Clarksville (Tommy Boyce/Bobby Hart)
3. You Just May Be The One (Michael Nesmith)
4. The Girl I Knew Somewhere (Michael Nesmith)
5. I Wanna Be Free (Tommy Boyce/Bobby Hart)
6. Sunny Girlfriend (Michael Nesmith)
7. Your Auntie Grizelda (Diane Hildebrand/Jack Keller)
8. Forget That Girl (Douglas Farthing-Hatlelid)
9. Sweet Young Thing (Michael Nesmith/Gerry Goffin/Carole King)
10. Mary, Mary (Michael Nesmith)
11. Cripple Creek (traditional)
12. You Can't Judge A Book By The Cover (Willie Dixon)
13. Gonna Build A Mountain (Leslie Bricusse/Anthony Newley)
14. I Got A Woman (Ray Charles)
15. I'm A Believer (Neil Diamond)
16. Randy Scouse Git (Micky Dolenz)
17. (I'm Not Your) Steppin' Stone (Tommy Boyce/Bobby Hart)

### CD 4
Inspelad 27 augusti på Coliseum i Spokane, Washington 
1. Introduction
2. Last Train To Clarksville (Tommy Boyce/Bobby Hart)
3. You Just May Be The One (Michael Nesmith)
4. The Girl I Knew Somewhere (Michael Nesmith)
5. I Wanna Be Free (Tommy Boyce/Bobby Hart)
6. Sunny Girlfriend (Michael Nesmith)
7. Your Auntie Grizelda (Diane Hildebrand/Jack Keller)
8. Forget That Girl (Douglas Farthing-Hatlelid)
9. Sweet Young Thing (Michael Nesmith/Gerry Goffin/Carole King)
10. Mary, Mary (Michael Nesmith)
11. Cripple Creek (traditional)
12. You Can't Judge A Book By The Cover (Willie Dixon)
13. Gonna Build A Mountain (Leslie Bricusse/Anthony Newley)
14. I Got A Woman (Ray Charles)
15. I'm A Believer (Neil Diamond)
16. Randy Scouse Git (Micky Dolenz)
17. (I'm Not Your) Steppin' Stone (Tommy Boyce/Bobby Hart)